# Port lotniczy El Loa
Port lotniczy EL Loa – port lotniczy zlokalizowany w chilijskim mieście Calama.

## Linie lotnicze i połączenia
- LAN Airlines (Antofagasta, Arica, Iquique, Santiago)
- Sky Airline (Antofagasta, Arica, Copiapó, Iquique, Santiago)